# Kandy
Kandy (někdy též Kendy, sinhálsky මහනුවර, tamilsky கண்டி) je město na Srí Lance ve Střední provincii ve stejnojmenném okrese. Patří mezi 10 největších měst na Srí Lance, žije zde přibližně 120 tisíc obyvatel. Dle sčítání obyvatelstva v roce 2012 bylo složení obyvatelstva: 75% Sinhálci, 11% srílanští Maurové, 13% Tamilové (indičtí i srílanští).

## Historie
Jeho počátky sahají do 14. století. Podle buddhistické tradice je zde v Chrámu Buddhova zubu uložen Buddhův zub, jedna z nejcennějších buddhistických relikvií. Kandy bylo hlavním městem posledního buddhistického království (Kandyjské království), které se dokázalo bránit proti četným pokusům o dobytí koloniálními mocnostmi (Portugalsko, Nizozemsko, Spojené království), dokud nebylo v roce 1815 dobyto Brity. Celé město je protkáno sítí buddhistických chrámů a od roku 1988 je součástí světového dědictví UNESCO.

## Fotogalerie

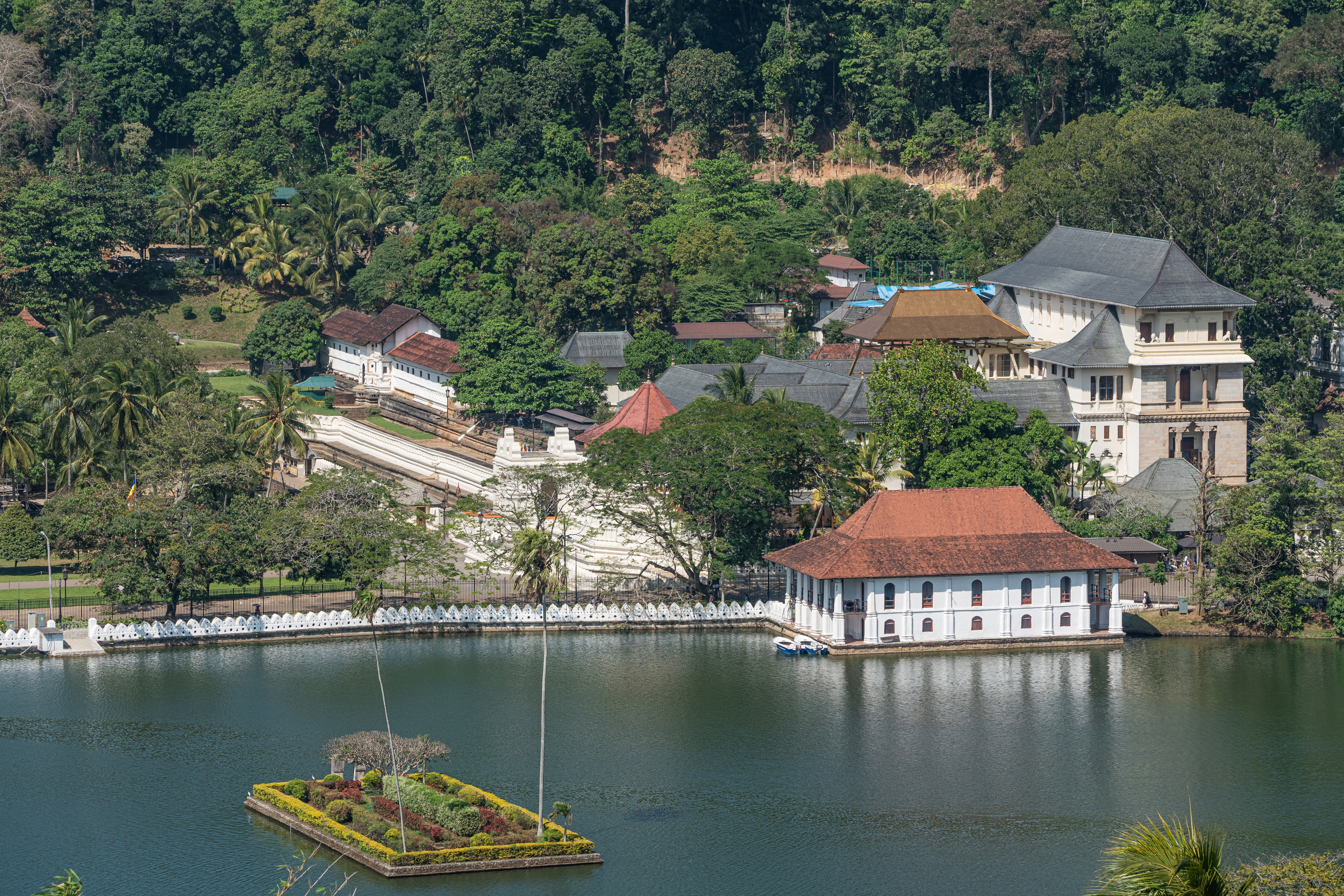
Chrám Buddhova zubu
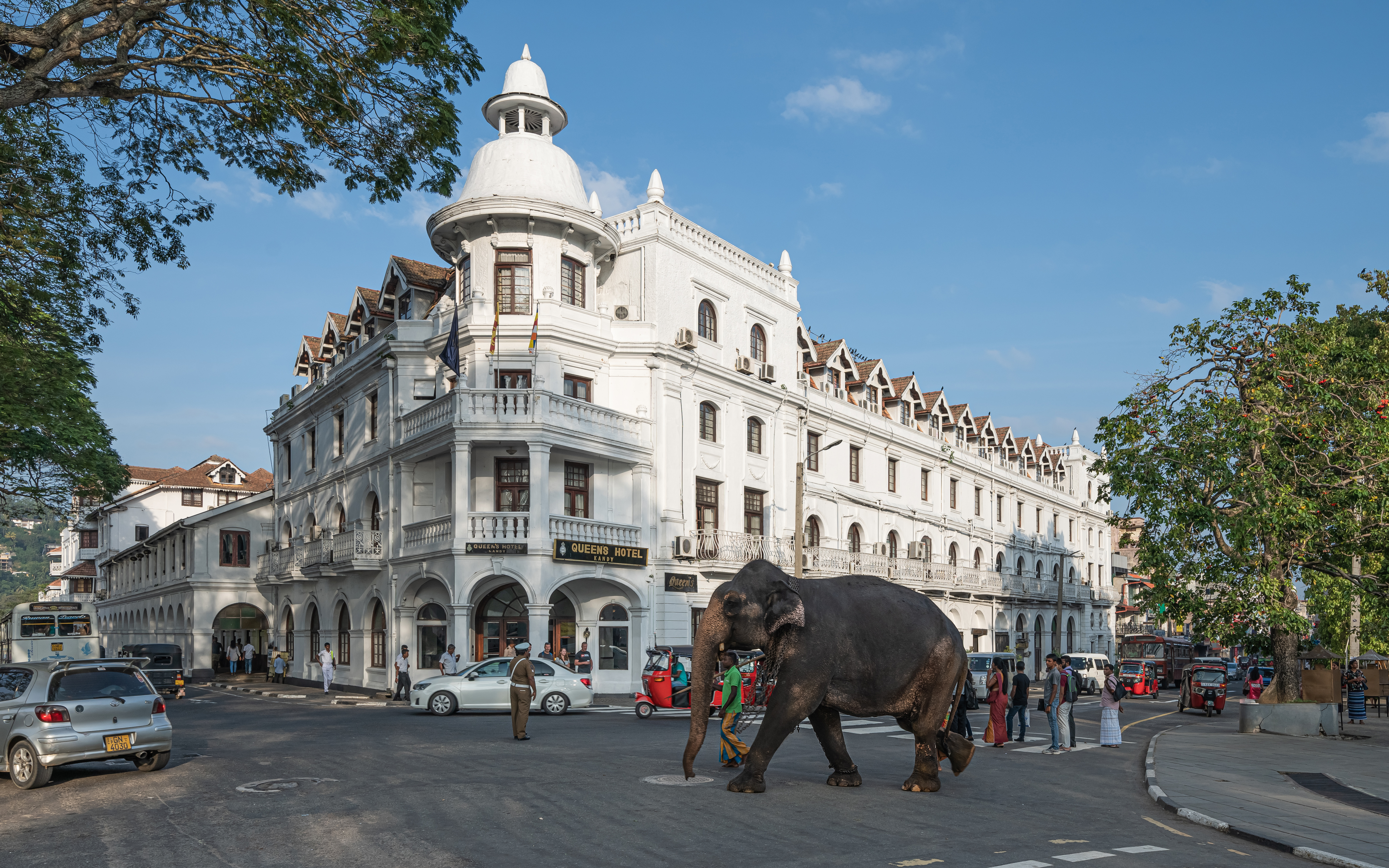
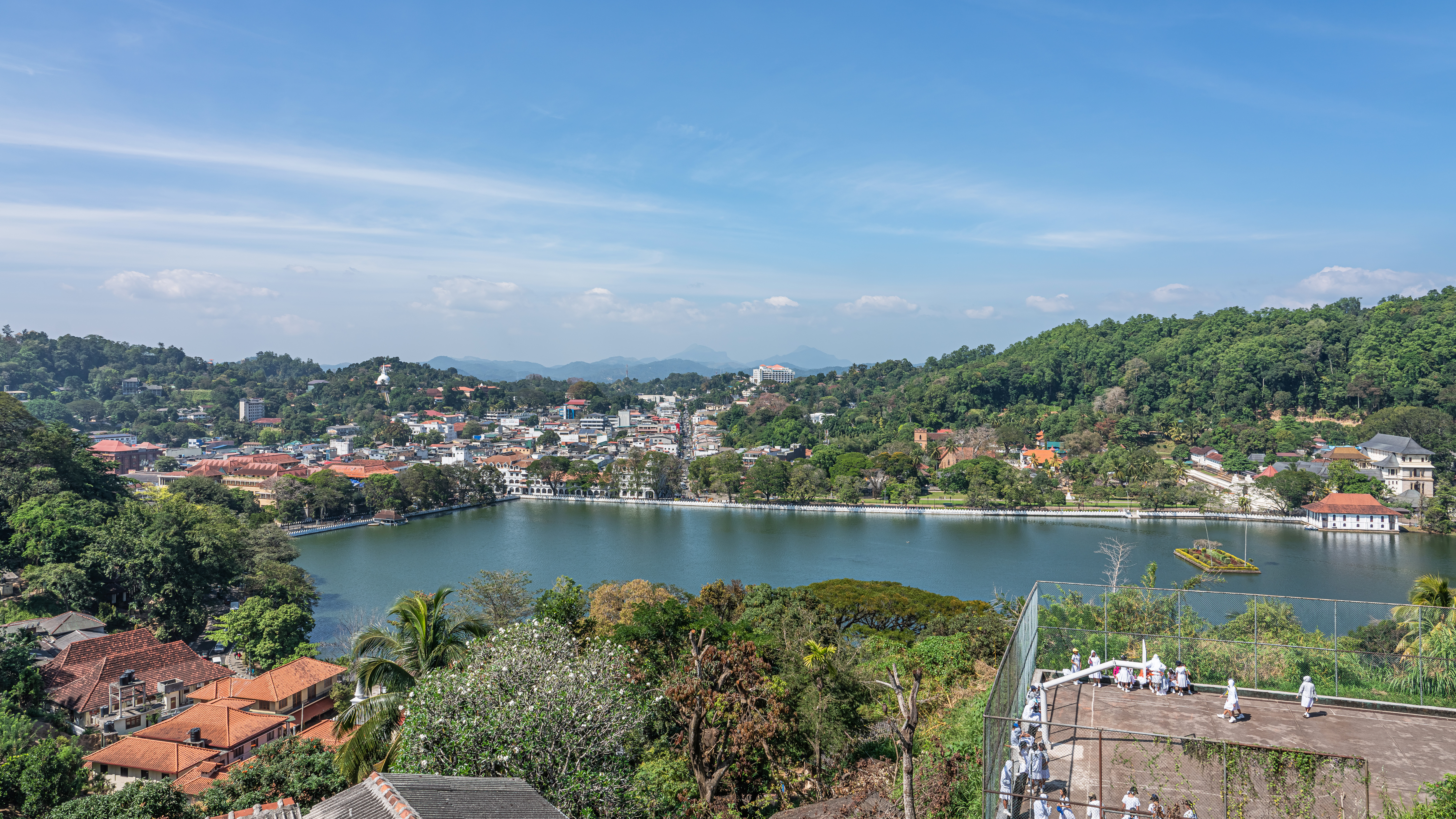
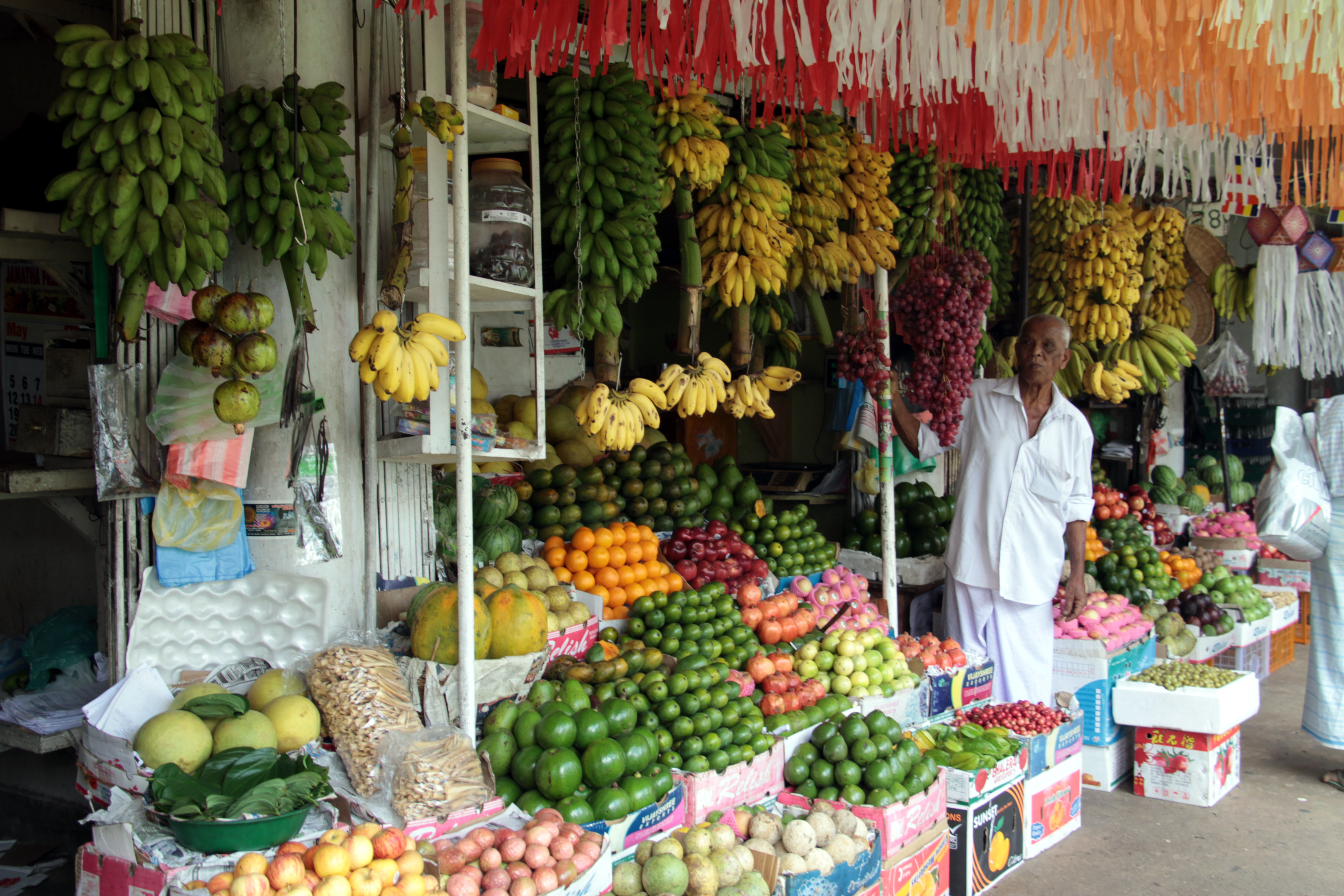

## Kultura
Z oblasti pochází kandyjský tanec.

## Partnerská města
- Ayutthaya, Thajsko (2013)
- Čcheng-tu, Čína (2015)